# Kiril Terziev
Kiril Terziev (n. 1 septembrie 1983, Petrici, Blagoevgrad, Bulgaria) este un luptător ce a reprezentat Bulgaria, medaliat olimpic. A participat la 2 ediții ale Jocurilor Olimpice (2008, 2012) în care a câștigat o medalie de bronz.